# 駅路
駅路（えきろ）とは、古代律令制において定められた駅使が通行する官道のこと。七道駅路（しちどうえきろ）ともよばれる。宿駅・駅馬（えきば/はゆま）が整備された（駅制）。中央もしくは国府が発給した駅鈴を携行する駅使のみが駅馬を用いることができた。
都と大宰府及び五畿七道の国府とを結ぶ迅速な情報伝達を目的とする道路網であり、中央政府の命令・地方国司の報告・緊急事態の文書連絡は、駅使がこの道を用いて駅馬を乗り継ぎ文書を運んだ。都から放射状に道路が整備されたが、五畿七道を跨いだ国府間を連絡する道も整備された。
考古学調査の成果によれば、その幅は最小で6メートル (m) 程度、最大では30 mを超えていたことが判明している。また、直線道路という特徴も持っていた。後世の街道も駅路に由来を持つものがある。

## 概要
日本の古代律令国家は軍事的・政治的に地方を支配し、中央集権体制を固めるために、畿内の中央と地方を結ぶ道路は、人の移動、物資の輸送のほかに、情報の連絡機能が重要視されていたことから、諸国に国司や郡司を置いて駅伝制を整備した。情報は、人々が自ら移動して伝達するものであったことから、駅伝制に基づいて、畿内と諸国の国府とを結ぶ敏速な交通手段の機能を備えた道として造られたのが駅路である。そのため、敏速な情報伝達には欠くことのできない馬が疾走するのに足る設備として、駅（駅家）が必要間隔ごとに配置された。
駅路の幅は約20 m前後、広いところで30 mあり、30里（現在の距離で約16 kmに相当）ごとに官人など駅使の宿泊を供するための設備を有した施設である駅家（うまや）が置かれ、駅馬を常備して公文書などの伝達に利用された。駅路の総延長は約6300 - 6400 kmにもおよび、駅の数は400を上った。
大和と地方を結ぶ道路は大化以前から存在していたが、大化の改新以後の律令国家の形成に伴って整備が進められた。とはいえ、駅路は一朝一夕に完成したものではなく、信濃国と美濃国を結ぶ吉蘇路（木曽路）が完成したのは和銅6年（713年）のことであり、以後も駅路の整備・変更が行われている。この時代は大きな川に橋を架ける技術が未熟だったことから、陸奥国・出羽国・武蔵国は東海道を経由しておらず、3国の行政区分は東山道に属しており、駅路も東山路経由で整備されていた。その後、東山道に属していた武蔵国は、東京湾奥部の湿地帯が時代とともに陸地化していったことから、8世紀末（771年）に行政区分が東海道に移管され、10世紀以後は駅路としての東海道が武蔵国を経由するルートにて確立された。ときには、作路司と呼ばれる専門の役職が設けられたこともあり、大同3年（808年）には作路司に登用された3人の高官が、近江国・丹波国などの五畿諸国の人夫500人を使役して、道路を築造したという記録が『日本逸史』に残されている。駅路のシステム（駅伝制）は10世紀ごろまで続いたといわれているが、10世紀末期に始まった藤原氏の摂関政治による地方政治の混乱と中央集権体制の弱体化によって、律令体制が崩壊するとともに駅路は使われなくなり、また駅路自体が人里から遠く離れたところを通っていたことから生活道路として利用されることもなかったため、しだいに山野に埋もれ廃れていった。

## 駅路のシステム
古代律令時代の駅路は七道駅路ともよばれ、古代日本の領域を覆うように巡らされた駅路の道路網を指し、畿内にある都（平城京、のちに平安京）を中心として樹状に、東海道、東山道、北陸道、山陰道、山陽道、南海道、西海道の七道の地域のすべての国々に伸びていた。西海道のみ大宰府を中心に道路網が形成され、都とは、九州地内における山陽道と大宰府を結んだ区間である大宰府路（大宰府道）とよばれる西海道の一部と、山陽道を通じて結ばれた。また、七道駅路は重要性によって大路・中路・小路に分けられていた。大路は山陽道と大宰府道、中路は東国に向かう東海道と東山道、小路は北陸道・南海道・山陰道・西海道（大宰府路を除く）に該当する。古代律令国家の大動脈となった大路は、外交・防衛上から大陸に最も近い西海道と朝廷がある畿内を結ぶ山陽道が、重要な交通路として最も栄えた。
駅路は原則として所属する七道ごとに、隣接する国々を順次つないでいく経路が取られたが、途中で駅路から外れた国府と駅路を結ぶ支路（支線）を出してつなげる場合も存在し、時代によって駅路の経路や支路の出し方に変遷があった。この例として、四国の各国のつなぎ方は何度も変わっており、東山道武蔵路については、武蔵国の所属が東山道から東海道に変わったために、道が付け替えられて廃止された。本路・支路など七道に属する駅路のほかに、東山連絡路（常陸 - 陸奥）、北陸道連絡路（信濃 - 越後）など、各道相互を接続する連絡する駅路があった。この連絡路は、一方の駅路が何らか事故などで不通になったときの緊急時の対策として、別の駅路を通って都へ行けるようにするために、迂回路として機能する道として造られたものである。
駅路には、平均して30里（律令制の30里は現在の16km前後と推定されている）ごとに駅家（うまや）が置かれ、駅制とよばれる古代道路におけるシステムによって運用された。しかし、全てが一律に30里であったわけではなく、例えば、山陽道だけは平均駅間距離が一般駅路の3分の2程度であり、また途中に神坂峠越えを含んだ難所として知られていた美濃国の坂本駅と信濃国の阿智駅との間の距離は74里もあった。大路の駅家には馬20頭、中路の駅家には馬10頭、小路の駅家には馬5頭が配置されていた。また、佐渡国や隠岐国、西海道・南海道など海路を経由する駅路の駅には船も設置されていた。水駅や大きな川沿いの駅には駅船も置かれていた。
平安時代の法令集である『延喜式』の「諸国駅伝馬」の条項に、全国66国2島（壱岐・対馬）における国別の駅名と駅馬の数が記載されており、その当時の総駅数は402駅あったとされる。また駅路の総延長は複数の説があり、歴史学者の青木一夫の研究によれば6400 km、工学博士の武部健一によれば6300 kmと算出されている。

## 線形・構造
古代の日本では、橋やトンネルをつくる技術がない時代であったため、集落間を結ぶ道は曲がりくねった細道であると一般に考えられているが、七道駅路は中国の隋や唐代の道路制度に倣い、中央の情報をいち早く諸国に伝えるために地形の起伏よりも距離を重視しており、最短距離で結ぶように畿内から放射状に直線的に延びていた。
全ての駅路に共通しているのは、以下の3点である。
1. 都と地方とを結ぶ全国的な道路網であり、その路線計画にあたっては、直進性が強く志向されている。
2. 道路の幅を視覚的にとらえられるよう、幅を明示するための施設（側溝）を持っている。
3. 通行の安全性、もしくは安定を計るため、さまざまな土木工法を用いるとともに、その補修や維持管理についても力が注がれている。

幅員や直線性については、現在の日本の高速道路のルートに通じるものがあり、発掘調査で30 kmも直線に伸びている区間や、側溝を備えた幅員12 mの直線路が発見されている。このような幅員の広い道路が建設された理由はわかっていないが、朝廷の権力を国内外に誇示するため、また軍事目的で人員を大量派遣するために必要であったものと推測されている。所沢市の東山道武蔵路遺跡の発掘調査状況の結果では、当初12 mあった道幅が、平安時代に入ると9 m、さらには6 mにまで縮小されていたことがわかっている。その他の例からも奈良時代の駅路は朝廷の権力を人民に見せつけるために作られた側面もあったが、時代とともにしだいに実質に見合う道幅に落ち着いてきたと考えられている。
古代道路である駅路の構造についての研究は、近年になるまでほとんど知られることはなかったが、昭和後期から始まった高速道路や土地開発に伴う考古学的発掘調査の成果により、次第に明らかになってきている。

## 駅路の使われ方
公式な使われ方は、第1に有事の際の迅速な情報伝達、第2に軍隊の移動、第3に公用役人の移動、第4に租庸調による貢納物の輸送である。それらの中のひとつに、各国の国司の赴任地への赴任と帰任、駅使の朝廷への報告の旅があって、これらは、駅制により順路として定められた駅路を通らなければならないという取り決めがなされていた。ただし、国司が公務ではない旅をするときには、あらかじめ定められた駅路の道筋では行かず、別ルートで通る場合もあった。朝廷や国府からの命令伝達や報告を行うための使者である駅使は、駅鈴を授けられて馬に乗り、途中の駅家（駅）で馬を変えて乗り継ぎながら目的地へと向かった。これを早馬といい、早馬が通る駅路には約30里ごとに駅が設けられていて、駅制の規定では急使は1日に10駅以上の移動（約160 km）をすることとなっていたが、実際の移動はもう少し遅かったのではないかとの見方もされている。駅馬は、駅鈴を携行した駅使に利用が限られたが、時代が経過すると、規定に則らずに駅馬を使う者も現れた。
ローマ街道に代表される世界の古代国家が造った道路の目的とは、使われ方に共通する面もあったが、世界の古代国家では軍隊の輸送目的を最優先事項としながらも、民間人の旅行にも使われたのに対し、日本の駅路では情報伝達を主眼に置いており、民間人の旅行で使われることはなかったものと考えられている。

## 駅路一覧
平安時代中期(延喜式)における駅路の一覧を示す。支路、連絡路の名称は、出典に基づく。

五畿七道。七道駅路は幹線道路の名称であるとともに、沿線の地域名でもあった。朝廷があった大和・京とその周辺地域である五畿は畿内ともいう。
畿内 東海道 東山道 北陸道
山陰道 山陽道 南海道 西海道

### 東海道
- 本路：
  - 東海道（山城〈平安京〉 - 近江 - 伊勢 - 尾張 - 三河 - 遠江 - 駿河 - 伊豆 - 相模 - 武蔵 - 下総 - 常陸）
- 支路：
  - 伊賀路（近江 - 伊賀）
  - 志摩路（伊勢 - 志摩）
  - 甲斐路（伊豆 - 甲斐）
  - 房総路（下総 - 上総 - 安房）
- 連絡路：
  - 東山道連絡路（常陸 - 陸奥）

### 東山道
- 本路：
  - 東山道（山城〈平安京〉 - 近江 - 美濃 - 信濃 - 上野 - 下野 - 陸奥）
  - 陸奥路（陸奥国国府 - 陸奥国城柵）
  - 出羽路（陸奥国国府 - 出羽国国府 - 出羽国城柵）
- 支路：
  - 飛騨路（美濃 - 飛騨）
- 連絡路：
  - 東山道連絡路（常陸 - 陸奥）
  - 北陸道連絡路（信濃 - 越後）

### 北陸道
- 本路：
  - 北陸道（山城〈平安京〉 - 近江 - 越前 - 加賀 - 越中 - 越後）
- 支路：
  - 若狭路（近江 - 若狭または、越前 - 若狭）
  - 能登路（加賀 - 能登）
  - 佐渡路（越後 - 佐渡）※海路で結ぶ
- 連絡路：
  - 北陸道連絡路（信濃 - 越後）

### 山陰道
- 本路：
  - 山陰道（山城〈平安京〉 - 山城 - 丹波 - 因幡 - 伯耆 - 出雲 - 石見）
- 支路：
  - 丹後・播磨路（丹波 - 丹後 - 播磨）
  - 隠岐路（出雲 - 隠岐）※海路で結ぶ
- 連絡路：
  - 山陰道連絡路（石見 - 長門）

### 山陽道
- 本路：
  - 山陽道（山城〈平安京〉 - 山城 - 摂津 - 播磨 - 備前 - 備中 - 備後 - 安芸 - 周防 - 長門）
- 支路：
  - 美作路（播磨 - 美作）
- 連絡路：
  - 山陰道連絡路（石見 - 長門）

### 南海道
- 本路:
  - 南海道（山城〈平安京〉 - 山城 - 河内 - 和泉 - 淡路 - 阿波 - 讃岐 - 伊予）※淡路へは海路で結ぶ
- 支路：
  - 土佐路（伊予東部 - 土佐）

### 西海道
- 本路：
  - 大宰府路（筑前〈大宰府〉 - 長門〈山陽道〉）
  - 西海道東路（筑前〈大宰府〉 - 豊後 - 日向 - 大隅）
  - 西海道西路（筑前〈大宰府〉 - 筑後 - 肥後 - 薩摩 - 大隅）
  - 肥前路（筑前〈大宰府〉 - 肥前 - 肥後）※肥前 - 肥後間は海路で結ぶ
- 支路：
  - 壱岐・対馬路（肥前 - 壱岐 - 対馬）※海路で結ぶ
- 連絡路：
  - 豊前・豊後連絡路（豊前 - 豊後）
  - 肥後・豊後連絡路（肥後 - 豊後）
  - 肥後・日向連絡路（肥後 - 日向）

## 現代日本の高速道路との共通点
駅路は、現代の日本列島を走る高速道路網と、下記のようないくつか共通する点があるという指摘が挙げられており、古代交通史学会でも「駅路と高速道路」といった対比で説明がなされるようにもなっている。
1. 路線延長が国土開発幹線自動車道としてその建設法で計画された路線延長（6500 km、ただし、北海道を除く）に近い。
2. 路線構成が似ている[注釈 3]。
3. 駅路の通るルートが、高速道路と同じような場所を通る。
4. 駅家のあった場所は、高速道路インターチェンジ (IC) と位置が近い。
5. 道路網としてのネットワーク機能を持たせている。

これは、高速道路と駅路が作られるにあたっての共通目的として、遠くの目的地に向かって計画的かつ直線的に道路を結んだ結果から似たものである。江戸時代の五街道・脇街道および、明治時代以後に定められた国道（一般国道）が、宿場や市街地を通って地域の道路を結びつけた路線からなっているのとは対照的で、成り立ちが異なっている。江戸時代は、道が多少屈曲していても水が得やすい場所で、徒歩の旅行者が容易に行き来できる経路が選ばれたが、駅路が駅制により機能した律令時代では馬による通行が主体であったことから、道は直線的で、多少険しくても水による交通断絶リスクが少ないルートが選ばれたものと考えられている。一部の例では、東山道と中央自動車道が信濃国（長野県）の伊那谷を通るルートであるが、中山道や国道19号・中央本線は木曽谷を通っている。同じように、駅路の東海道と東名高速道路が駿河国（静岡県）の日本坂を通るルートであるが、江戸期の東海道（五街道）や国道1号は宇津ノ谷峠を通る。
駅家があった場所も、駅家を運営するための者が移住して生活の水を得られる場所に置かれたことから、後世になってその地域の拠点になった可能性が高く、インターチェンジが置かれるような人の集まる地域に発展したという説が謳われている。
ネットワーク機能については、九州一体の西海道が奈良時代にはすべてネットワーク化されていて、迂回路が準備されていたことや、弘仁2年（811年）に東山道から常陸国の東海道につながる連絡路が設けられたりした。駅路が機能不全に陥らないように古代律令国家が国土を支配するために行った危機管理の現れであり、どこか1箇所が通行できなくなっても七道相互間で連絡路を設けて別ルートで迂回できるようにして、いざというときでも危急を告げる早馬を走らせることが可能な道路づくりがなされていた。